# Comuna Domašinec, Međimurje
Domašinec este o comună în cantonul Međimurje, Croația, având o populație de 2.251 de locuitori (2011).

## Demografie
Componența etnică a comunei Domašinec
     Croați (94,49%)
     Romi (4,44%)
     Necunoscut (0,22%)
     Neclasificat (0,8%)
Componența confesională a comunei Domašinec
     Catolici (98,13%)
     Necunoscută (1,2%)
     Alte religii (0,67%)
Conform recensământului din 2011, comuna Domašinec avea 2.251 de locuitori. Din punct de vedere etnic, majoritatea locuitorilor (94,49%) erau croați, cu o minoritate de romi (4,44%). Apartenența etnică nu este cunoscută în cazul a 0,22% din locuitori. Din punct de vedere confesional, majoritatea locuitorilor (98,13%) erau catolici. Pentru 1,2% din locuitori nu este cunoscută apartenența confesională.